# Казанский авиационный завод имени С. П. Горбунова

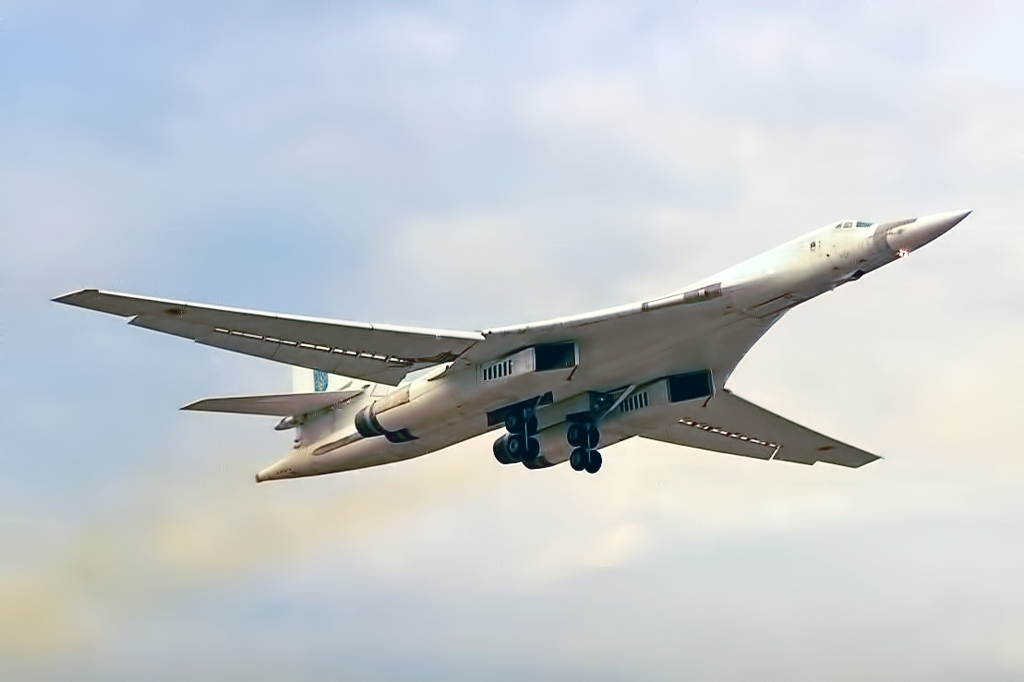
Ту-160 ВВС Украины, 1997 год

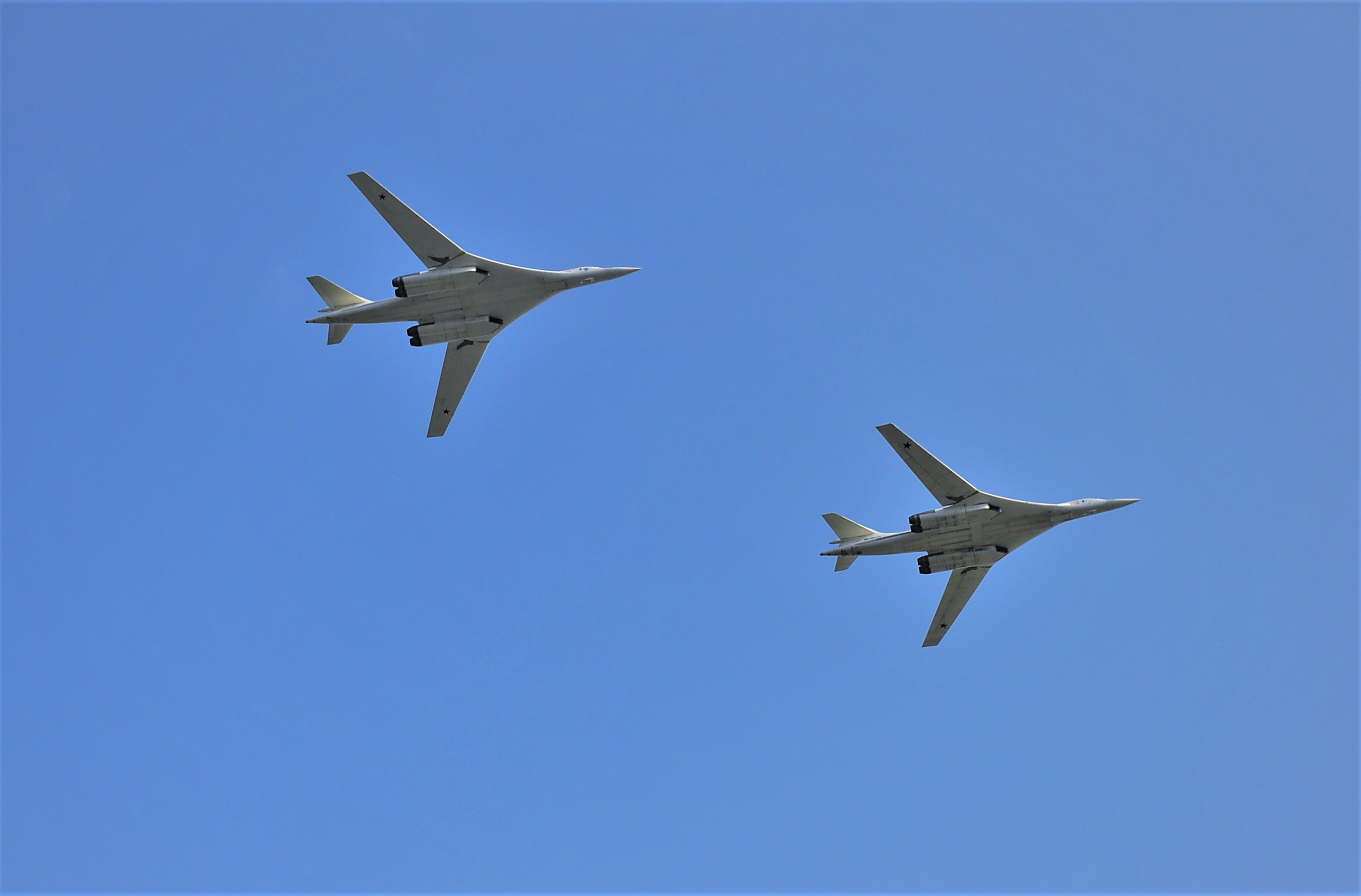
Два Ту-160 в небе над Казанью во время авиашоу «Я выбираю небо!»

Каза́нский авиацио́нный заво́д и́мени С. П. Горбуно́ва (тат. С. П. Горбунов исемендәге Казан авиация заводы) — филиал ПАО «Туполев», одно из крупнейших предприятий авиационной промышленности Российской Федерации, основанное в 1932 году в городе Казани, производит стратегические бомбардировщики Ту-160, а также гражданские лайнеры Ту-204.
Находится в восточной части Авиастроительного района Казани, между улицами Максимова и Академика Павлова посёлка-микрорайона Караваево. Имеет расположенный рядом также в черте города заводской аэродром «Борисоглебское».
Наряду с расположенным рядом Казанским моторостроительным производственным объединением, является одним из районообразующих предприятий.

## Список выпущенных и выпускаемых самолётов
Самолёты военного и специального назначения

| ДБ-А | Пе-2 | Пе-3 | Пе-8 | Ту-4 | Ту-16 | Ту-22 | Ту-22М0 | Ту-22М1 | Ту-22М2 | Ту-22М3 | Ту-160 | Ту-214Р | Ту-214ОН |
Самолёты гражданской авиации

| КАИ-1 | ПС-84 | ПС-124 | Ту-104 | Ту-110 | Ил-62 | Ту-214 |
Предсерийные самолёты или прототипы

| Ту-22М4 | Ту-330 | Ту-334 | Ту-160М | Ту-160М2
Перспективные авиационные комплексы и проекты глубокой модернизации

| ПАК ДА | Ту-22М3М | Ту-160П |

## История предприятия

### Завод № 124 имениСерго Орджоникидзе
В 1932 году в составе строившегося в городе Казани авиационного комбината («Казмашстрой») было начато создание завода, в 1934 году получившего название Завод № 124 имени Серго Орджоникидзе.
В период становления (1934—1936 годы) на заводе были изготовлены: крупнейший в мире самолёт — 6-моторный АНТ-20бис (ПС-124, МГ-бис), самолёт КАИ-1 (принявший участие во всесоюзном перелёте спортивно-учебных самолётов), бомбардировщики ДБ-А конструкции В. Ф. Болховитинова (на которых было установлено несколько рекордов скорости, высоты полёта и грузоподъёмности).
В 1937 году начались работы по подготовке к серийному производству первого в СССР скоростного тяжёлого бомбардировщика Пе-8 (ТБ-7), выпуск которого был налажен за несколько лет. На этих самолётах были осуществлены первая бомбардировка Берлина (в 1941 году) и перелёт в США советской дипломатической делегации (1942 год).
В 1940 году началась подготовка к производству пассажирского самолёта ПС-84/Ли-2 по лицензии, купленной у американской фирмы «Дуглас» (выпущено 10 машин).
К началу Великой Отечественной войны завод освоил производство пикирующего бомбардировщика Пе-2.

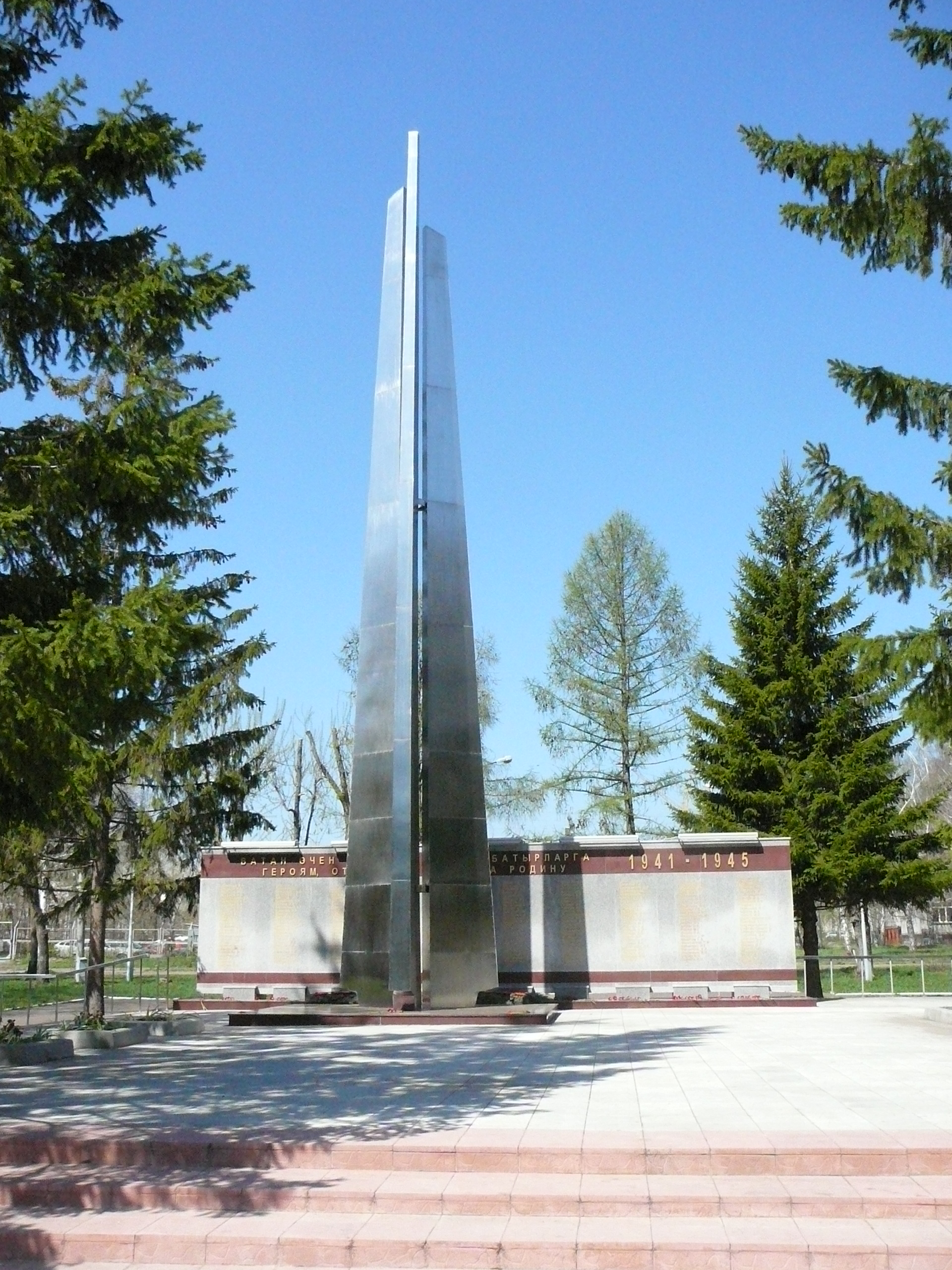
Мемориал (обелиск в сквере напротив проходной) в память работников, погибших во время Великой Отечественной войны.

Руководители предприятия в 1932—1941 годах:
| Имя                         | Годы жизни | Годы руководства |
| --------------------------- | ---------- | ---------------- |
| Кузнецов, Кузьма Дмитриевич | 1900—1953  | 1932—1933        |
| Мухин В. И.                 |            | 1934—1936        |
| Шаханин, Лев Николаевич     | 1898—1938  | 1936—1937        |
| Баринов С. С.               |            | 1937—1939        |
| Штейнберг И. И.             |            | 1939—1940        |
| Каганович, Михаил Моисеевич | 1888—1941  | 1940—1941        |

### Казанский авиационный завод № 22 им. С. П. Горбунова
14 мая 1927 года было издано Постановление Совета труда и обороны СССР о создании авиационного завода в городе Москве. В 1933 году ему было присвоено имя погибшего в авиакатастрофе директора завода С. П. Горбунова. В том же году завод был награждён орденом Ленина.
Руководители предприятия:
| Имя                       | Годы жизни | Годы руководства |
| ------------------------- | ---------- | ---------------- |
| Малахов, Фёдор Сергеевич  |            | 1927—1930        |
| Горбунов, Сергей Петрович | 1902—1933  | 1930—1933        |
| Окулов, Василий Андреевич | 1899—1974  | 1938—1941        |

В октябре — ноябре 1941 года «Московский авиационный завод № 22 им. С. П. Горбунова» был эвакуирован в город Казань на территорию «Завода № 124 имени Серго Орджоникидзе». В декабре 1941 года приказом Наркомата авиапромышленности СССР новое предприятие получило официальное название — Казанский авиационный завод № 22 им. С. П. Горбунова.
За короткое время было введено в строй прибывшее оборудование и освоен выпуск военной продукции. Число работающих составляло около тридцати тысяч человек.

### Во время Великой Отечественной войны

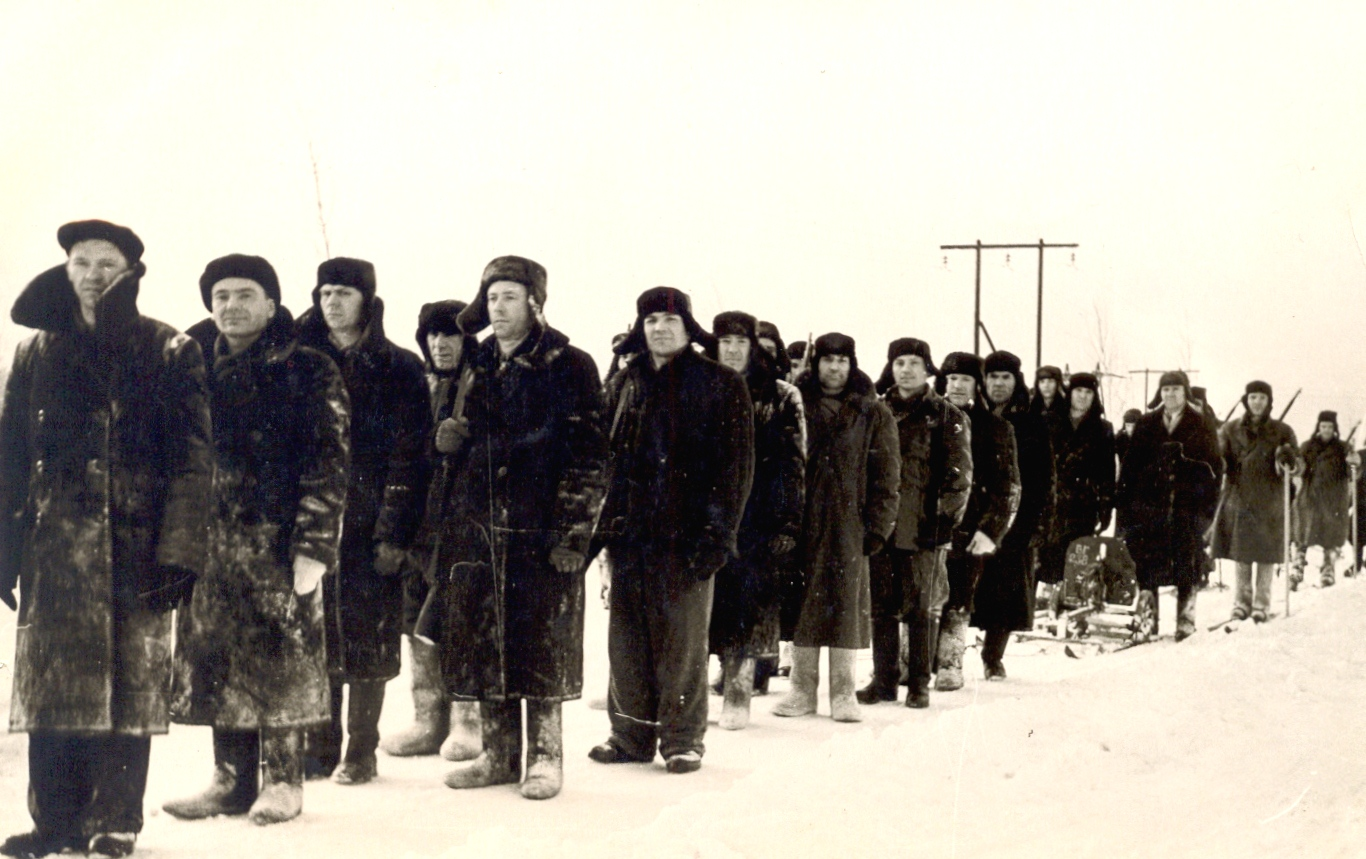
Мобилизационные учения рабочих Казанского авиационного завода № 22 им. С. П. Горбунова (1940-е годы).

Прибытие квалифицированных специалистов помогло решить проблему кадров, существовавшую на заводе до войны.
Завод был полностью перевооружён технически: созданы цеха холодной штамповки, горячих штампов, станочных приспособлений, пресс-форм, инструментальный. Была реорганизована служба подготовки производства.
Переломным в развитии завода стал 1942 год: объём валовой продукции возрос по сравнению с довоенным 1940 годом в восемь раз. Наибольшие объёмы производства были достигнуты в 1944 году (свыше 1100 %). В последующие годы темпы роста также оставались высокими.
Каждые сутки со стапелей завода сходили по 10 — 12 самолётов Пе-2 (всего было произведено более 10 тысяч машин). Для отправки на фронт самолётов Пе-2 на заводе был расквартирован 221-й отдельный перегонный полк ВВС РККА.
За образцовое выполнение правительственных заданий в сентябре 1945 года завод был награждён орденом Красного Знамени, на вечное хранение заводу передано переходящее Красное знамя ГКО СССР.
Значительным итогом военной перестройки стали резкое повышение технического уровня и рост производительности труда.

### В послевоенные годы
Во второй половине 1945 года, в соответствии с требованиями мирного времени, объёмы производства на заводе стали резко сокращаться.
В конце 1945 года было начато освоение дальнего тяжёлого бомбардировщика Ту-4, который по своим тактико-техническим параметрам и конструктивно-техническим характеристикам значительно превосходил ранее выпускавшиеся самолёты.
Была произведена коренная перестройка завода: созданы 3 цеха (в том числе — плазово-шаблонный), переоборудовано 7 механических и инструментальных и 6 агрегатных цехов, введены в строй новые поточные линии. Производство оснащено новым специализированным оборудованием, оснасткой, шаблонами, освоены новые технологические процессы: многослойная дуговая сварка цилиндров шасси, хонингование, бронзовое литьё, и другие.

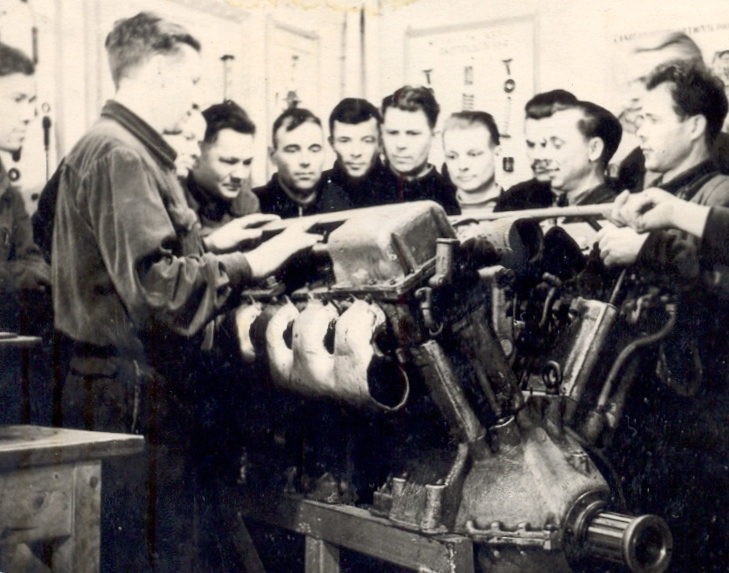
Рабочие Казанского авиационного завода № 22 им. С. П. Горбунова на учёбе (1940-е годы).

В 1947 году началось серийное производство бомбардировщика Ту-4, завод стал головным предприятием по выпуску этих машин. 3 августа 1947 года три серийных самолёта Ту-4 и самолёт Ту-70 (пассажирский вариант) приняли участие в авиационном параде в Тушино.
В 1951 году были введены в строй лётно-испытательная станция, ангар для доводки самолётов непосредственно на аэродроме, запущен специальный цех по изготовлению наземного радиолокационного оборудования.
В 1952 году выпуск самолёта Ту-4 был прекращён (всего выпущено 655 машин) и завод начал освоение уникального по своим лётно-техническим характеристикам реактивного дальнего бомбардировщика-ракетоносца Ту-16.
Были усовершенствованы технологии: впервые освоены обработка крупногабаритного электронного литья (люков, фонарей), новые методы фрезерования, групповая прессовая клёпка, изготовление герметичных агрегатов. Введены панелирование, механическая обработка стыковых поверхностей и отверстий разъёмов агрегатов, разработаны специальные плазы для изготовления электрожгутов, освоен монтаж коммуникаций систем по увязанным с плазами приспособлениям, и другое.
За период производства самолётов Ту-16 было изготовлено 799 машин свыше десяти модификаций (одной из крупных модификаций был пассажирский самолёт Ту-104Б — выпущено около ста машин). Самолёты экспортировались в Китай, Индонезию, Египет, Ирак. Серийное производство самолёта Ту-16 завершилось в 1963 году.
В 1957—1962 годах завод значительно нарастил мощности (основных фондов — на 18 %, оборудования — на 13 %, площадей — на 8 %), что позволило сократить сроки освоения самолёта нового поколения — дальнего сверхзвукового бомбардировщика Ту-22. На территории завода для его испытаний была сооружена новая взлётно-посадочная полоса. В 1961 году три самолёта Ту-22 участвовали в авиационном параде в Тушино. В 1962 году самолёт был принят на вооружение (всего выпущено свыше 300 машин, в том числе на экспорт в Ирак и Ливию).
В 1962—1964 годах на предприятии была проведена модернизация всех базовых мощностей для серийного производства дальнемагистральных пассажирских самолётов Ил-62, позднее — его модификации Ил-62М (всего до конца 1994 года было выпущено 278 самолётов), которые экспортировались в девять стран мира.
В конце 1960-х годов было освоено производство стратегического бомбардировщика Ту-22М (с сохранением схемы Ту-22, но улучшенными лётно-техническими характеристиками), опытный экземпляр которого впервые создавался непосредственно на заводе. В 1969 году начался его серийный выпуск (было построено 497 машин различных модификаций). Самолёты Ту-22 и Ту-22М использовались для ведения боевых действий в Афганистане.
В 1967 году был создан филиал завода в городе Лениногорске, в котором организовано конвейерное производство лодок «Казанка-5» и «Казанка-2М».
В 1971 году за успешное выполнение пятилетнего плана завод был награждён орденом Ленина, в 1977 году — за заслуги в производстве авиационной техники — орденом Октябрьской Революции.
Руководители предприятия в 1942—1994 годах
| Имя                        | Годы жизни | Годы руководства |
| -------------------------- | ---------- | ---------------- |
| Окулов, Василий Андреевич  | 1899—1974  | 1942—1949        |
| Соколов, Леонид Петрович   |            | 1949—1953        |
| Смирнов, Пётр Петрович     |            | 1953—1960        |
| Максимов, Николай Иванович | 1911—1967  | 1960—1967        |
| Глебов, Михаил Никодимович | 1912—1986  | 1967—1973        |
| Копылов, Виталий Егорович  | 1926—1995  | 1973—1994        |

### КАПО им С. П. Горбунова -> Казанский авиационный завод им. С. П. Горбунова

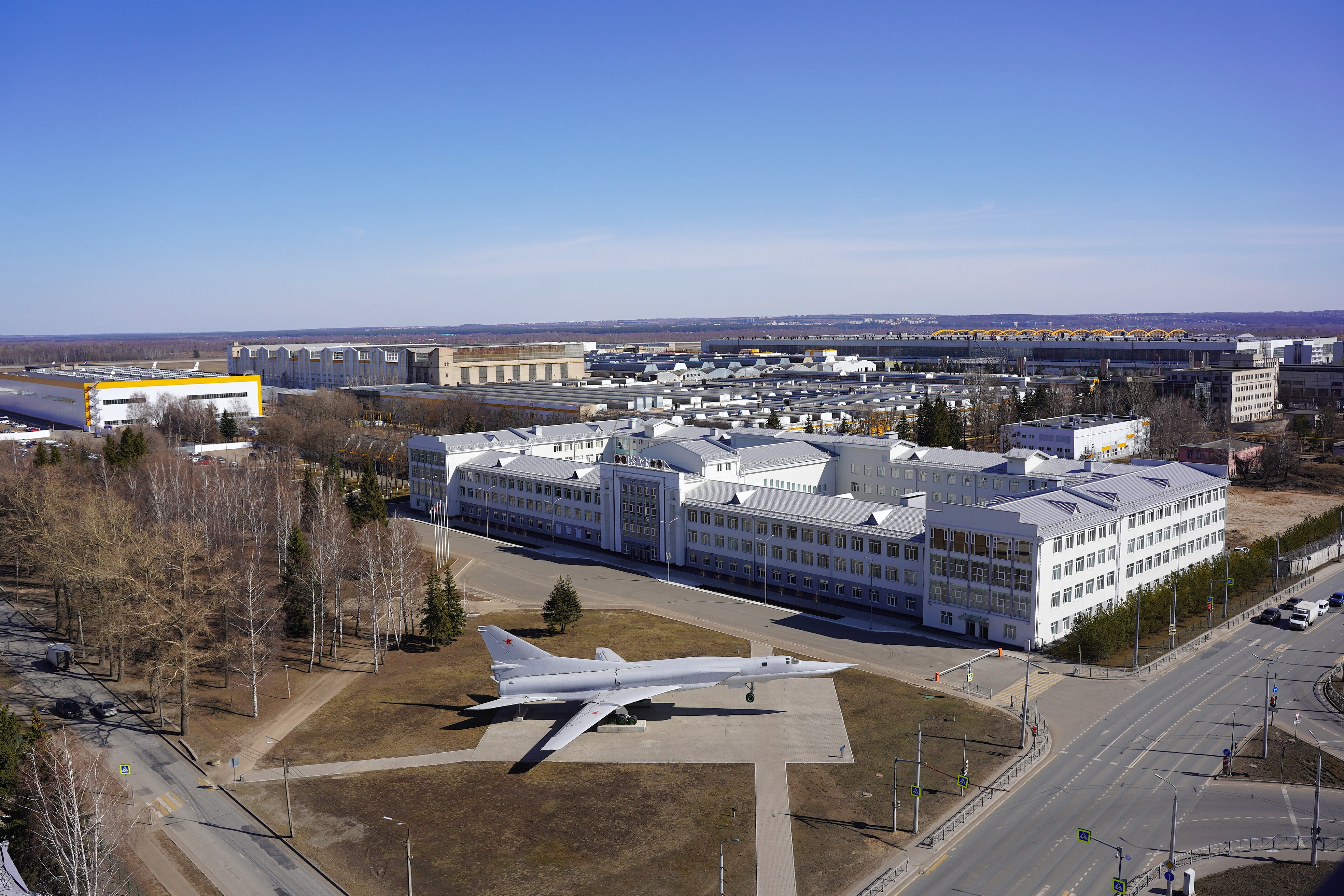
Панорама Казанского авиационного завода имени С. П. Горбунова, 2025 год.

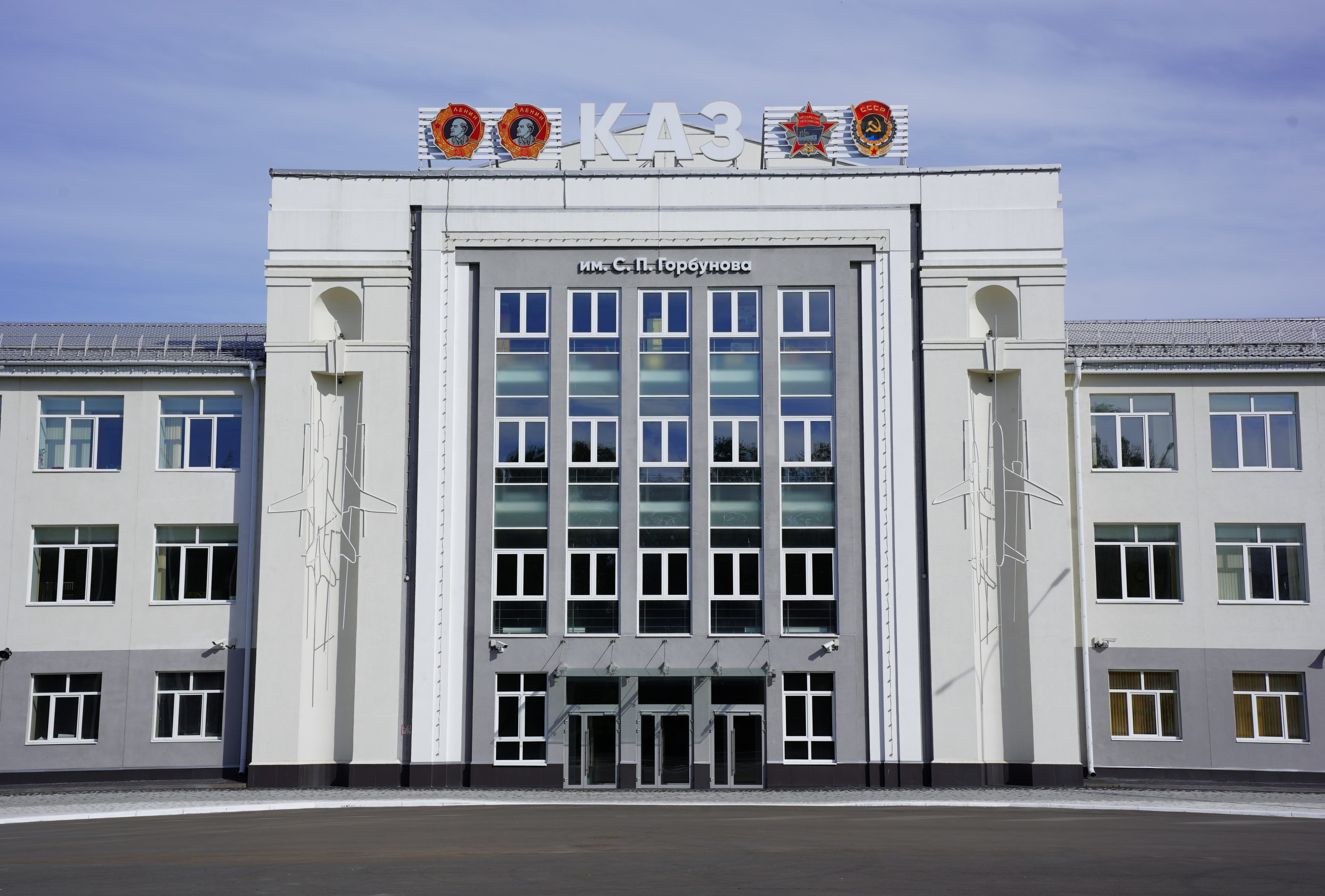
Центральный вход в административное здание Казанского авиационного завода имени С. П. Горбунова, 2024 год

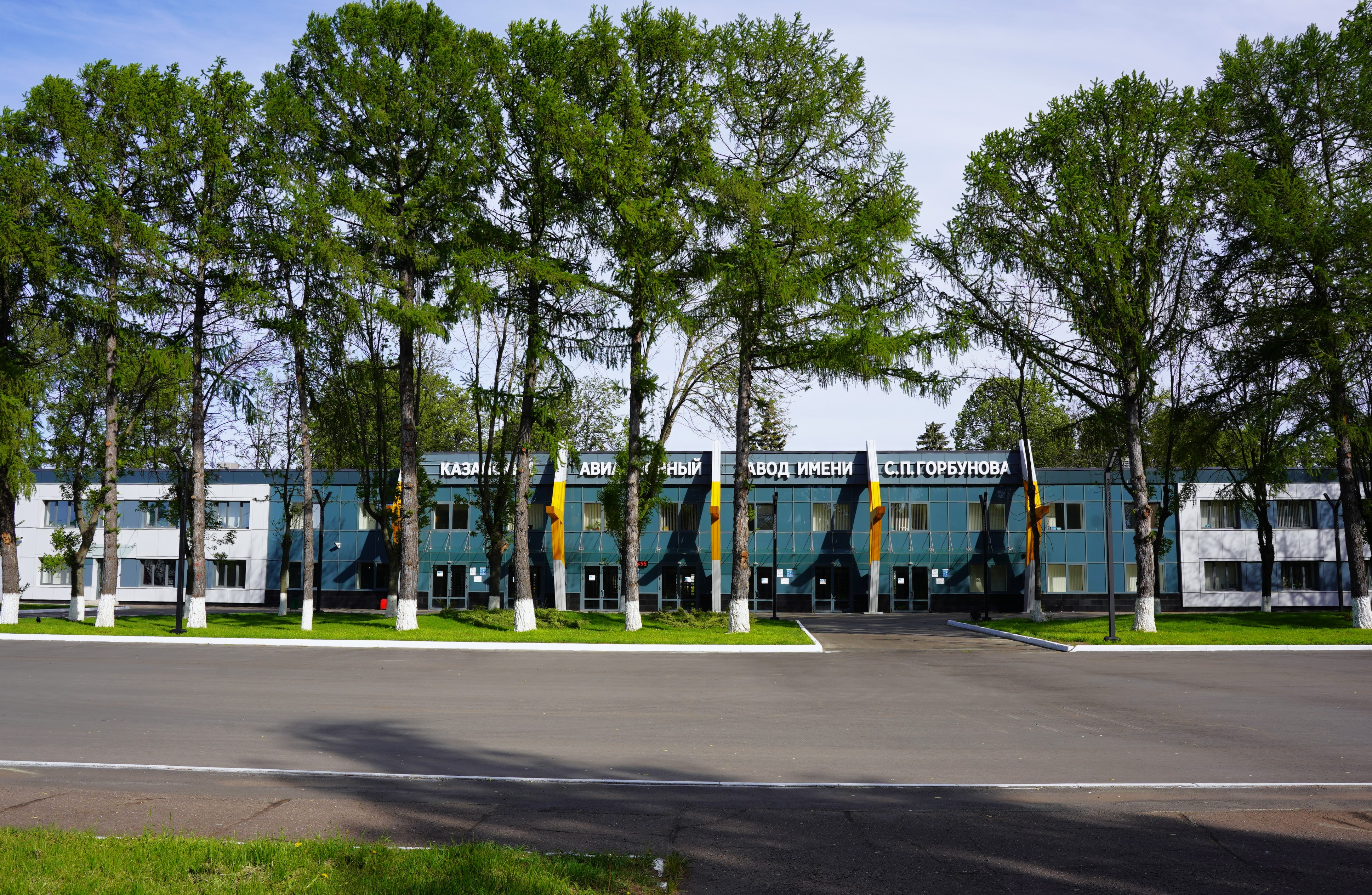
Проходная Казанского авиационного завода имени С. П. Горбунова, 2024 год

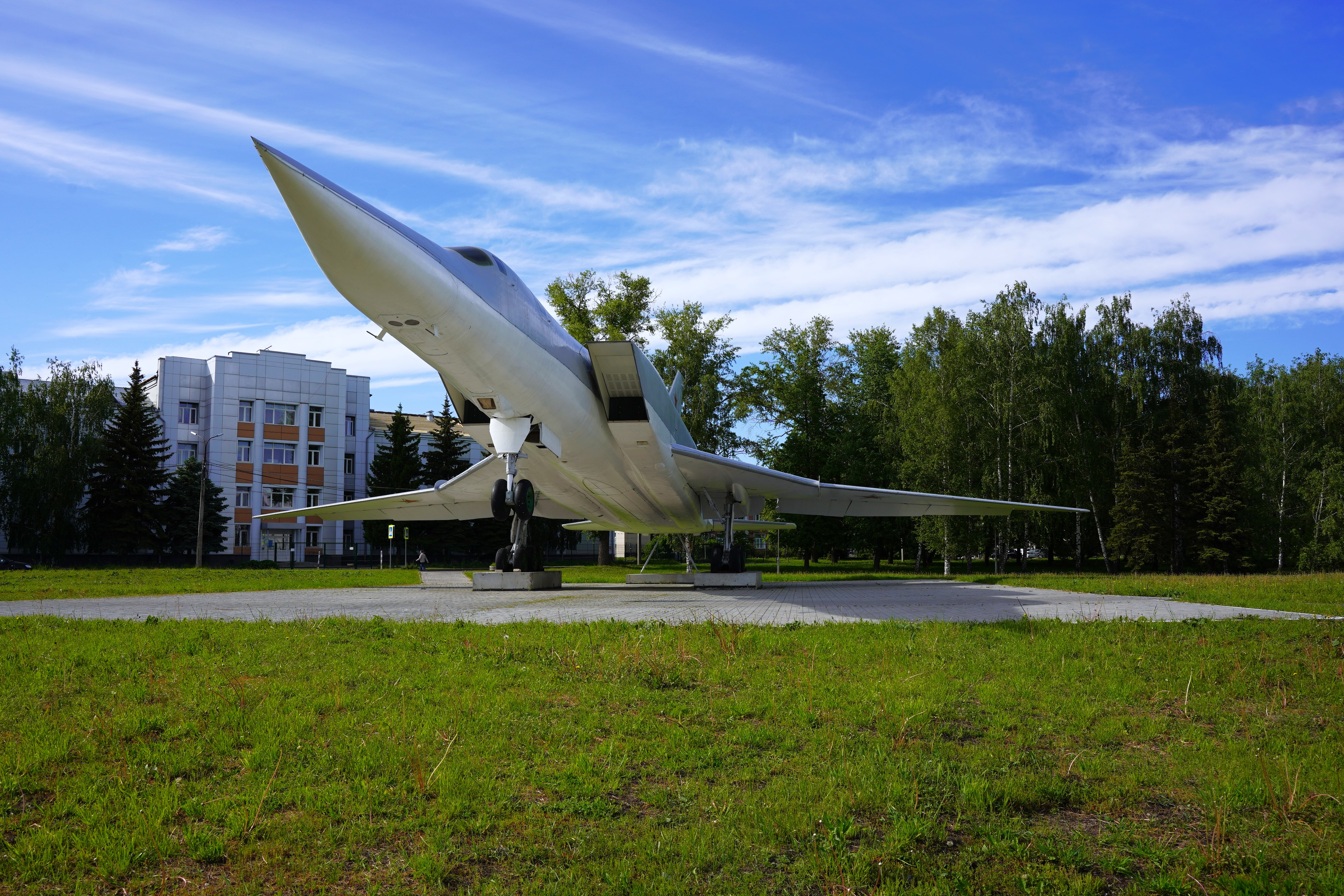
Ту-22М3 у Казанского авиационного завода им С. П. Горбунова, 2024 год

В 1978 году завод получил новое название — Казанское авиационное производственное объединение (КАПО) имени С. П. Горбунова.
В начале 1980-х годов на заводе началось освоение самого крупного (длина — 54,1 м, размах крыла — 55,7/35,6 м) и одного из самых мощных в мире боевых самолётов — стратегического бомбардировщика Ту-160 с изменяемой геометрией крыла. В связи с этим почти вдвое увеличилось количество производственных площадей, был обновлён парк технологического оборудования, основу которого составили станки с числовым программным управлением и высокопроизводительные центры. Был освоен ряд уникальных технологических процессов, в том числе вакуумная электронно-лучевая сварка толстостенных крупногабаритных конструкций из титановых сплавов, не имевшая аналогов в мире (к 1992 году выпущено 27 машин).
Разразившийся в конце 1980-х — 1990-х годов кризис авиационной промышленности крайне болезненно отразился на состоянии КАПО им. С. П. Горбунова. Однако производство самолётов на предприятии не прекратилось, хотя и было сведено к минимуму.
Начиная с 1990-х годов, КАПО им. С. П. Горбунова перешло на единичный выпуск самолётов в соответствии с требованиями заказчика. Был освоен ремонт ранее выпущенных заводом военных и гражданских самолётов, расширен ассортимент выпускаемых товаров народного потребления. Произведена структурная реорганизация предприятия на основе хозрасчёта подразделений.
В середине 1990-х годов на заводе началось серийное производство среднемагистрального пассажирского самолёта Ту-214, который прошёл в 1997 году государственную сертификацию.
Продолжались работы по технической реконструкции и перевооружению объединения. В 2000 году была сдана в эксплуатацию первая очередь кузнечного корпуса. Смонтированы современные клепальные автоматы, позволяющие обеспечить качество сборки крыльев и фюзеляжей самолётов, соответствующее уровню мировых стандартов.
В 2001 году предприятие получило свидетельство об одобрении производства самолёта Ту-214 (единственное в России). В том же году самолёт был представлен на 44-м международном аэрокосмическом салоне «Ле Бурже» (Франция).
В соответствии с Федеральной программой «Развитие гражданской авиационной техники России в 2002—2010 и на период до 2015 года» КАПО им. С. П. Горбунова было определено головным исполнителем по созданию модификаций самолёта Ту-214, а также самолётов Ту-324 и Ту-330.
В 2002 году КАПО им. С. П. Горбунова приобрело статус федерального государственного унитарного предприятия. В апреле 2008 года оно было преобразовано в открытое акционерное общество, в ноябре 2009 года вошло в Объединённую авиастроительную корпорацию.
Реструктуризация Объединённой авиастроительной корпорации привела к объединению ОАО «Туполев» и КАПО в вертикально интегрированный комплекс. Начавшаяся в 2013 году консолидация должна была обеспечить более эффективное взаимодействие предприятий в области стратегической и специальной авиации. В июне 2014 года КАПО переименовано в Казанский авиационный завод им. С. П. Горбунова — филиал ОАО «Туполев».
Руководители предприятия с 1994 года
| Имя                            | Годы жизни         | Годы руководства |
| ------------------------------ | ------------------ | ---------------- |
| Литвинов, Юрий Дмитриевич      | род. в 1939        | 1994—1996        |
| Хайруллин, Наиль Гумерович     | род. в 1945        | 1996—2007        |
| Каюмов, Васил Кадымович        | род. в 1958        | 2007—2013        |
| Бобрышев, Александр Петрович   | род. в 1949        | 2013—2014        |
| Савицких, Николай Владимирович | род. 5 апреля 1960 | с 17 января 2014 |

За 75 лет своего существования предприятие освоило и осуществило выпуск 34 типов и модификаций авиационной техники общим числом более 20 тысяч единиц. По состоянию на 2006 год, свыше тысячи работников предприятия были удостоены государственных наград, в том числе: званий Героя Советского Союза — 13 человек, Героя Социалистического Труда — 4 человека, лауреата Государственной премии СССР — 5 человек, заслуженного машиностроителя Российской Федерации и Республики Татарстан — 5 человек, заслуженного лётчика-испытателя СССР и Российской Федерации — 2 человека.

## Современная деятельность
Казанский авиационный завод имени С. П. Горбунова сотрудничает с более чем 600 зарубежными и отечественными предприятиями. На предприятии выпускается от 1 до 3 самолётов Ту-214 в год, а также производится ремонт самолётов Ту-160. Выпуск Ту-160 возобновлён с апреля 2015 года по поручению министра обороны РФ.
Испытания всех воздушных судов, производимых и ремонтируемых на предприятии, осуществляются на заводском аэродроме «Борисоглебское». 18 ноября 2016 года ПАО «Туполев» заключило с АО «Казанский Гипронииавиапром» договор подряда на реконструкцию и техперевооружение цехов подготовки производства на Казанском авиационном заводе им. С. П. Горбунова стоимостью 1,8 млрд рублей, говорится в закупочной документации ПАО. Согласно документации, проект включает реконструкцию и техническое перевооружение инженерных систем сетей и помещений четырёх цехов авиазавода и участка изготовления деталей крупногабаритной оснастки, приобретение технологического оборудования и пусконаладочные работы. Срок выполнения работ — не более 396 календарных дней. Как сообщалось, «Туполев» ранее также выбрал АО «Казанский Гипронииавиапром» подрядчиком на разработку проектно-сметной и рабочей документации для реконструкции и технического перевооружения производства агрегатной и окончательной сборки, механосборочного производства, а также сварных узлов и агрегатов. Общая сумма этих договоров составила 342 млн руб. Сообщалось также, что правительство Татарстана и ПАО «Объединённая авиастроительная корпорация» (ОАК) подписали соглашение о модернизации «Казанского авиационного завода им. С. П. Горбунова — филиал ПАО „Туполев“» с учётом производства стратегического бомбардировщика-ракетоносца Ту-160М2 и в будущем ПАК ДА. Инвестиции оцениваются в несколько десятков миллиардов рублей. ОАК отмечала, что инвестиции, рассчитанные на 2016—2020 годы, сопоставимы с затратами при запуске производства в советское время. Техперевооружению на тот момент[когда?] подлежало порядка 40 % оборудования цехов основных производств, в том числе агрегатно-сборочного и заготовительно-штамповочного.
Авиазавод производит спецмодификации Ту-214: Ту-214СР (самолёт-ретранслятор), Ту-214ПУ (пункт управления), Ту-214СУС (самолёт — узел связи), Ту-214ОН (самолёт авиационного наблюдения), занимается ремонтом и модернизацией самолётов для дальней авиации ВКС России Ту-22М3 и Ту-160.

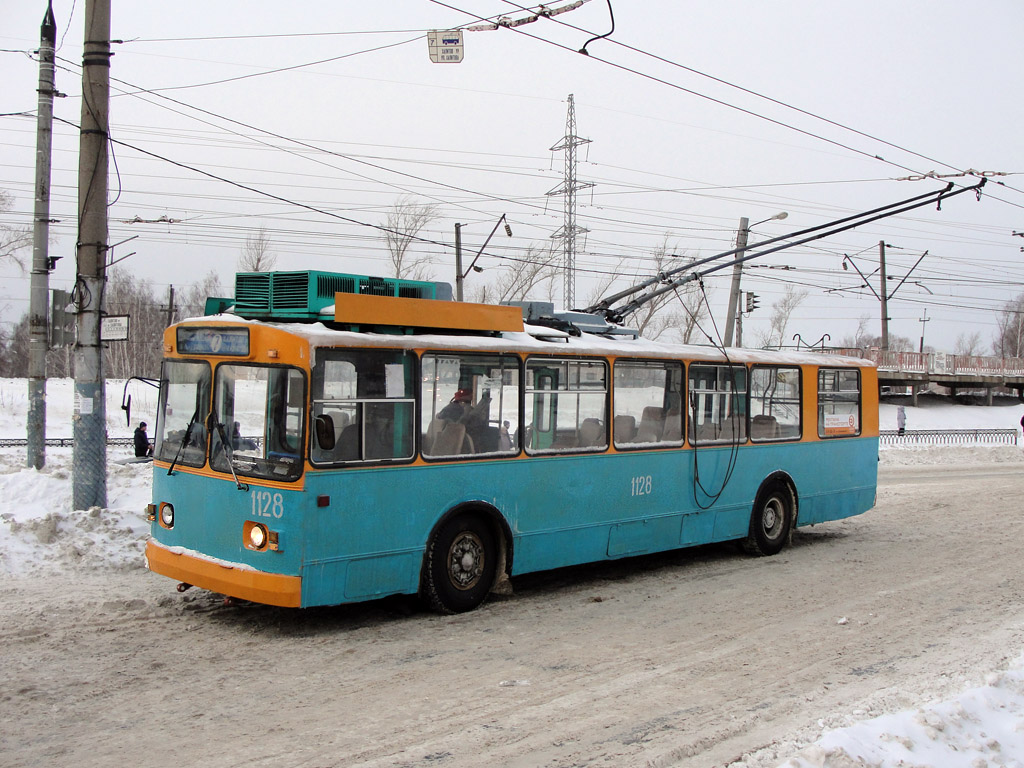
Троллейбус ЗиУ-682В, модернизированный на КАПО

В 2000-е годы на предприятии производился капитально-восстановительный ремонт троллейбусов ЗиУ-682В.

## Развитие социальной инфраструктуры
За годы своего существования предприятие внесло значительный вклад в развитие инфраструктуры города Казани.
В целях ускорения темпов жилищного строительства при КАПО им. С. П. Горбунова был построен домостроительный комбинат. В 1974—1993 годах были возведены жилые дома общей площадью 360,1 тысячи м², учебно-курсовой комбинат, комплекс ПТУ, профилакторий, детские сады, школа, пионерский лагерь, база отдыха, объекты городского хозяйства, и другое.

## Санкции
18 декабря 2023 года, из-за российского вторжения на Украину, завод попал под санкции стран Евросоюза, так как он «производит и ремонтирует стратегические ракетоносцы Ту-160 и дальние бомбардировщики Ту-22М3М/Ту-22М3, которые используются российскими ВВС в ходе агрессивной войны против Украины».